# Roberto Oscar González
Roberto Oscar González (1952) es un policía argentino. Se desempeñó como oficial principal de operaciones de la Escuela de Mecánica de la Armada entre 1979 y 1980 y fue integrante del Grupo de Tareas 3.3.2. Está imputado por su participación en delitos de lesa humanidad que son juzgados en la megacausa ESMA.

## Trayectoria
González era oficial principal de la Policía Federal Argentina. En 1976 fue enviado en comisión al centro clandestino de detención de la Escuela de Mecánica de la Armada, en donde trabajó, como enlace entre la Armada y la Policía Federal, hasta noviembre de 1978.
González formaba parte del Grupo de Tareas 3.3.2 y participaba en los secuestros y en las torturas a que eran sometidos los prisioneros en el centro clandestino de detención de la ESMA.
Durante el Proceso de Reorganización Nacional fue el responsable del secuestro de la familia Tarnopolsky. También fue el responsable de los asesinatos de los militantes montoneros Esperanza Cacabelos y Edgardo Jesús Salcedo y está acusado de la apropiación ilegal del nieto recuperado 116, Jorge Castro Rubel, nacido en cautiverio en la ESMA en 1977. González fue quien lo llevó al Hospital de Niños de la Capital Federal (ex Casa Cuna) y lo abandonó allí.
Sobre González había dos pedidos de captura internacionales, uno del Juzgado Federal N°12, por el asesinato del periodista Rodolfo Walsh, y otro del Juzgado Federal N.º 1, a cargo de la Jueza María Romilda Servini de Cubría, por el secuestro de Rubel.
En 1986 fue liberado por la Ley de Punto Final. Cuando en 2005 la anulación de la Ley fue ratificada por el Congreso de la Nación Argentina González se fugó del país. La Justicia ofreció una recompensa de $ 500 000 a quien denunciara su paradero. 
Estuvo prófugo durante diez años, entre octubre de 2005 y julio de 2015, cuando fue arrestado en Río Grande del Sur, Brasil. Vivió todos esos años en Viamão junto a Pedro Osvaldo Salvia, acusado por los mismos crímenes.
Está en Brasil a la espera de su extradición para ser juzgado en la Argentina.